# Tony Scherr

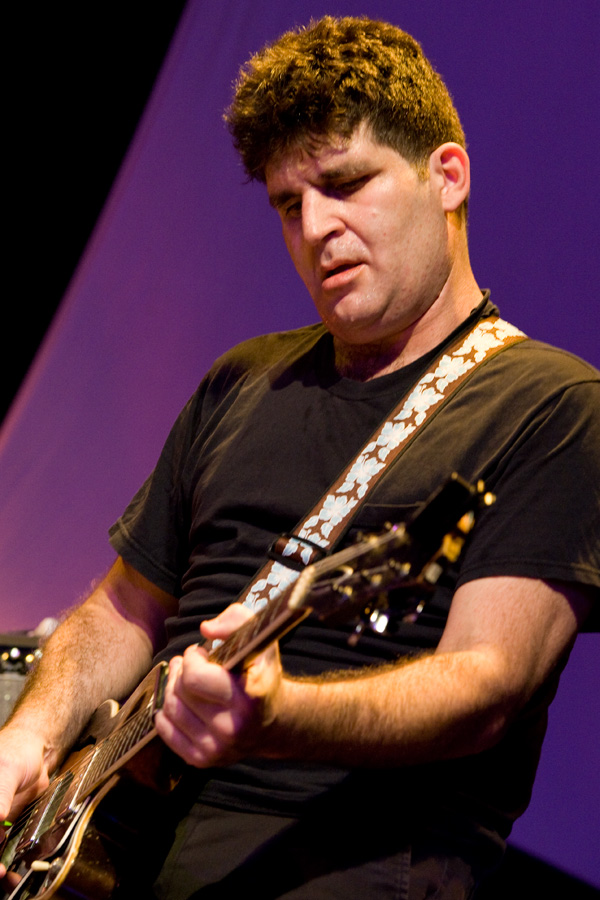
Tony Scherr auf dem Moers festival 2011

Tony Scherr (* um 1965 in New Haven, Connecticut) ist ein US-amerikanischer Jazzmusiker (Kontrabass, E-Bass, auch Gitarre, Banjo), der sich auch als Singer-Songwriter betätigte.

## Leben und Wirken
Scherr begann mit fünf Jahren einen Kinderbass zu spielen. Nachdem er als Jugendlicher zunächst zur Gitarre gewechselt war und mit seinem Bruder Peter in lokalen Garagenbands gespielt hatte, kehrte er zum Bass zurück und tourte mehrere Jahre mit Woody Herman and His Orchestra, bevor er Ende der 1980er-Jahre nach New York kam. Dort spielte er mit Jazzmusikern wie Al Grey, Maria Schneider, Dakota Staton, John Scofield, Stanley Turrentine, Steve Kuhn, danach trat er als Sänger und Gitarrist mit eigenen Songs auf. In den 1990er-Jahren war er u. a. an Aufnahmem von Joey Baron, Steven Bernstein, Al Di Meola, Allan Chase, Wolfgang Muthspiel, Brad Shepik, Ned Rothenberg, Scott Wendholt und Michael Blake beteiligt. Lange Jahre war er Mitglied der Formation Sex Mob, außerdem in den Bands Ursa Minor und in Anton Fiers Rockband The Golden Palominos.
In den 2000er-Jahren arbeitete Scherr außerdem mit Norah Jones, Bill Frisell, Jenny Scheinman, Nikolaj Hess, John Lurie (The Legendary Marvin Pontiac: Greatest Hits), Chris Cheek (Keepers of the Eastern Door, 2025) und seinem Bruder, dem Bassisten Peter Scherr. Zu hören ist er auch auf John Luries Soundtrackalbum Painting with John (2024). Im Bereich des Jazz war er zwischen 1986 und 2024 an 96 Aufnahmesessions beteiligt, darunter auch mit Hermine Deurloo. 2021 leitet er ein Trio mit Michael Blake und Adam Cruz. Scherr lebt in Brooklyn.

## Diskographische Hinweise
- Slow Poke: At Home (1998)
- Come Around (2002)
- Twist in the Wind (2007)